# Tim Mikkelson

a Compétitions nationales et continentales officielles uniquement.

b Matchs officiels uniquement.
Tim Mikkelson est un joueur néo-zélandais de rugby à XV et à sept. Depuis 2007, il évolue en équipe de Nouvelle-Zélande de rugby à sept avec qui il remporte de nombreux titres (World Series, coupe du monde et Jeux du Commonwealth). En 2013, il est élu meilleur joueur du monde de rugby à sept.
Il a également évolué en ITM Cup avec la province de Waikato, sa région d'origine, entre 2008 et 2013. Il dispute deux saisons de Super Rugby avec la franchise des Chiefs entre 2009 et 2010.

## Carrière

### Rugby à XV
Tim Mikkelson fait ses débuts professionnelles en 2008 en ITM Cup, le championnat des provinces néo-zélandaises. Il intègre ensuite la franchise des Chiefs qui évolue en Super Rugby, avec qui jouera quatre rencontres en deux saisons (2009 et 2010). En novembre 2010, il prend part à la finale de l'Air New Zealand Cup (ancien nom de l'ITM Cup) où son équipe s'incline en finale face à Canterbury (13-33). Le scénario se répète la saison suivante (12 à 3 pour Canterbury),. 
En 2013, en vue de la première apparition du rugby à sept aux Jeux olympiques, la fédération néo-zélandaise décide que certains joueurs pourront signer un contrat leur permettant d'être totalement consacré au rugby à sept et Tim Mikkelson fait partie de ce projet, il quitte donc sa province. 

### Rugby à sept
Tim Mikkelson fait ses débuts en équipe de Nouvelle-Zélande de rugby à sept en 2007 au tournoi de Dubaï. Il devient ensuite un cadre de la sélection national et aide ainsi son équipe à remporter la coupe du monde 2013 où il est nommé meilleur joueur du tournoi. Il devient alors exclusivement un joueur de rugby à sept en vue des Jeux olympiques et il est nommé meilleur joueur du monde à l'issue de l'année.
Régulièrement capitaine lors de certains tournois, il est nommé capitaine de l'équipe pour les huit étapes des World Series 2015-2016 à la suite de la blessure de Scott Curry, le sélectionneur Gordon Tietjens le préférant à DJ Forbes.
Il est sélectionné pour disputer les Jeux olympiques 2016 avec sa sélection nationale, mais la Nouvelle-Zélande ne parvient pas à passer les quarts de finale de la compétition après une défaite en poule contre le Japon (12-14) puis la Grande-Bretagne (19-21) et enfin en quart de finale contre les fidjiens (7-12). Les All Blacks terminent à la cinquième place et Tim Mikkelson aura disputé les six rencontres pour un essai inscrit face à l'Argentine.

## Palmarès

### En équipe nationale
- Quintuple vainqueur des World Series (2008, 2011, 2012, 2013, 2014)[8]
- Vainqueur de la Coupe du monde 2013
- Vainqueur des Jeux du Commonwealth 2010

### En franchise
- Double finaliste de l'ITM Cup (2010 et 2011)

### Récompenses individuelles
- Meilleur joueur du monde en 2013[11]
- Meilleur joueur de la coupe du monde 2013[5]